# Valerie Young
Valerie Isobel Mary „Val“ Young (geborene Valerie Sloper * 10. August 1937 in Ashburton) ist eine ehemalige neuseeländische Kugelstoßerin und Diskuswerferin.
Bei den Olympischen Spielen 1956 in Melbourne wurde sie Fünfte im Kugelstoßen. Zwei Jahre später siegte sie bei den British Empire and Commonwealth Games 1958 in Cardiff im Kugelstoßen und gewann Bronze im Diskuswurf. 1960 wurde sie bei den Olympischen Spielen in Rom Vierte im Kugelstoßen und Zehnte im Diskuswurf.
Nach ihrer Heirat gelang ihr bei den British Empire and Commonwealth Games 1962 in Perth ein Doppelsieg im Kugelstoßen und Diskuswurf. Bei den Olympischen Spielen 1964 in Tokio kam sie im Kugelstoßen erneut auf den vierten und im Diskuswurf auf den 13. Platz. 1966 verteidigte sie bei den British Empire and Commonwealth Games 1966 in Kingston beide Titel, und 1974 gewann sie zum Abschluss ihrer Karriere bei den British Commonwealth Games in Christchurch Silber im Kugelstoßen.

## Persönliche Bestleistungen
- Kugelstoßen: 17,26 m, 20. Oktober 1964, Tokio
- Diskuswurf: 53,77 m, 17. November 1962, Geraldton